# Hitler's Reign of Terror
Hitlers Reign of Terror is een documentaire uit 1933 van de journalist Cornelius Vanderbilt IV. Het is de eerste antinazifilm. 

## Geschiedenis
De film werd door Vanderbilt deels in het geheim gedraaid en uit nazi-Duitsland gesmokkeld. 
De film ging in 1934 in New York in première. Er waren slechts enkele kopieën, die in de loop van de jaren allemaal verloren gingen. 
In 2001 vond men één exemplaar van de film terug in het Koninklijk Belgisch Filmarchief (KBF). De film was bij de douane blijven liggen, die hem aan het KBF bezorgde in de jaren 70.